# Todo cambia
Todo cambia (Everything Changes) es el primer episodio de la serie británica de ciencia ficción Torchwood, emitido originalmente el 22 de octubre de 2006.

## Argumento
Durante una investigación de asesinato en Cardiff, una policía llamada Gwen Cooper descubre a un misterioso grupo de cinco personas que se llaman a sí mismos "Torchwood", dirigidos por un tal capitán Jack Harkness y que parecen tener autoridad sobre la policía misma al tener paso franco a la escena del crimen. Espiando desde un balcón, es testigo de cómo uno de ellos resucita temporalmente a la víctima con un extraño guante intentando que identifique a su asesino. Jack nota la presencia de Gwen y esta huye del lugar. Al día siguiente, vuelve a encontrarse con Jack en un hospital, y decide seguirle hasta una zona sellada, donde se da de bruces con un Sapo, una criatura alienígena que mata a un portero. Jack aparece y le da la oportunidad de escapar de la criatura. Al salir del hospital, ve el vehículo de Torchwood, y decide seguirlo. La comisaría le dice que el vehículo de Torchwood no está registrado, y que el único "Jack Harkness" en los archivos desapareció en 1941 (Capitán Jack Harkness, El niño vacío, El Doctor baila), y que en la actualidad no hay nadie con ese nombre. Sigue el vehículo hasta Roald Dahl Plass, donde les sigue a pie hasta que desaparecen al pasar junto a la fuente. Después, su compañero Andy le dirá que no falta nadie en el hospital.
Viendo pasar a un repartidor de pizza, descubrirá en la tienda que le hacen encargos a Torchwood. Disfrazada de repartidora, llega hasta un centro de turismo, donde Ianto Jones, pulsando un botón, le abrirá paso hasta el cuartel general de Torchwood, donde ellos intentan ignorarla, pero acaban, tras no aguantar la risa, diciéndole que saben perfectamente quién es. Jack entonces le enseña el cuartel, incluyendo el Sapo encerrado en los calabozos. Después, en ascensor, subirán hasta la fuente de la superficie. Jack le explica que existe un filtro de percepción en ese punto justo que les hace invisibles, lo que explica su repentina desaparición anterior. Después le lleva a tomar algo a un bar, y le explica que el propósito de Torchwood es monitorizar y controlar a las criaturas que surgen de una falla temporal que hay en Cardiff justo en el lugar donde se emplaza el cuartel, y que aparecen de cuando en cuando. Cuando Gwen le pregunta por qué le está contando todo eso, Jack le dice que le ha puesto en la bebida una píldora que le provocará una amnesia selectiva, y que lo olvidará todo en cuanto se duerma, diciéndole además que la píldora también tiene efectos somníferos. Cuando llega a casa e intenta escribir un mensaje en su ordenador para recordárselo todo, tras dejar un memo pegado en la pantalla con la palabra "Recuerda" escrita a mano, se queda dormida, y Ianto desde remoto, le borra el fichero y le apaga el ordenador.
Al día siguiente, en el trabajo, recibe un dibujo del cuchillo que se usó para matar a la víctima, que empieza a disparar flashes en sus recuerdos, con lo que vuelve al Plass. Allí le está esperando Suzie, miembro de Torchwood, que le explica que ciertas imágenes pueden romper los efectos de la píldora. Le confiesa que fue ella quien mató al hombre, entre otras víctimas, para probar el guante de resurrección, investigando cómo hacer sus efectos permanentes. Entonces apunta a Gwen con una pistola, mientras Jack aparece por el elevador, invisible gracias al filtro de percepción. Cuando aparece ante ella, Suzie le dispara en la frente matándolo, pero para sorpresa de todos, Jack se levanta y su herida se cierra y desaparece. Jack le ruega a Suzie que se detenga, pero se pone la pistola en la sien y se suicida, mientras la tensión y el trauma han hecho que Gwen recupere todos sus recuerdos.
Más tarde, Jack le cuenta a Gwen, que en el pasado, él murió una vez, pero resucitó (El momento de la despedida), y que desde entonces, ha sido inmortal. Le dice que debe encontrar a un tipo especial de Doctor que le explique qué le ha sucedido. Jack sigue explicando que en el siglo XXI es cuando "todo cambia", y estando de acuerdo con Gwen en que Torchwood podría hacer algo más por la gente, le propone trabajar en Torchwood, y ella acepta.

### Continuidad
Cuando Gwen entra en el cuartel por primera vez, pasa al lado de un contenedor con una mano cortada en su interior. Se trata de la mano del Décimo Doctor, que la perdió en el especial navideño de 2005 La invasión en Navidad, algo que se confirma en el episodio de Doctor Who Utopía. Hablando con Gwen, Jack mencionará los eventos de La invasión en Navidad y El día del Juicio Final, con la batalla de Canary Wharf. La explicación de Jack para el filtro de percepción del elevador es que alguien aparcó un circuito camaleónico dimensionalmente trascendental allí justo encima de la falla temporal, impregnando el lugar con sus propiedades de filtro de percepción. Se trata de la TARDIS del Doctor en Explosión en la ciudad.

## Producción
La escena de apertura con la reanimación de un cadáver, se adaptó de una idea que escribieron Russell T Davies y Julie Gardner para una posible serie de ciencia ficción titulada Excalibur que estaban desarrollando antes de que Davies se convirtiera en responsable del renacimiento de Doctor Who.

## Recepción
En las mediciones nocturnas de audiencia, el episodio tuvo una audiencia de 2,4 millones de espectadores y un 12,7% de share, la audiencia más alta jamás conseguida por un programa de BBC Three, y la más alta en su momento jamás conseguida por un programa no emitido en televisión analógica sin contar emisiones deportivas o importadas de Estados Unidos. También fue el tercer programa más visto de la jornada, sólo superado por los canales analógicos ITV1 (Prime Suspect) y Channel 4 (La liga de los hombres extraordinarios).
Cuando se repitió en televisión analógica en BBC2 tres días después del estreno, tuvo una audiencia de 2,8 millones y un 13% de share, siendo de nuevo el tercer programa más visto de la jornada sólo superado por Who Do You Think You Are? (BBC One) y Bon Voyage (ITV1).
Mark Wright de The Stage le dio al episodio una crítica positiva, diciendo "El primer episodio es económico, por las cifras presentadas al equipo. Es ciertamente audaz, los actores son muy guapos, y el diálogo tiene cierta malicia escurridiza. Aún está por ver si eso se mantendrá pasados unos episodios, pero si le gusta el drama de ciencia ficción con algo más garra que la fantasiosa Doctor Who, toquemos madera, debería encontrar muchas cosas que disfrutar en las aventuras de Torchwood".
Mark Braxton de Radio Times quedó impresionado, pero pensó que la serie ofrecería episodios mejores en el futuro, y dijo: "Es hábil, aterrador, divertido, y parece de alto presupuesto, pero también es bastante un episodio de construir bases. Sin embargo, con la guía turística que nos han dado, la diversión puede empezar".
Sam Wollaston de The Guardian también le dio al episodio una bienvenida con reservas, aunque pensó que los intentos de darle a Cardiff algo más de glamur fueron un fracaso. "Han hecho lo que han podido para intentar mejorar la impresión del lugar, con muchas tomas en helicóptero de la zona pija en la que vive Charlotte Church, pero sigue pareciendo Cardiff, para ser honestos. No importa, porque lo interesante ocurre en el subsuelo... Aún está por ver si Eve Myles como la nueva recluta de Torchwood podrá llenar el vacío de Billie Piper. Probablemente no, porque es un hueco que nadie puede llenar. Pero esto parece prometedor: es hábil, rápido, y un poquitín aterrador. Sin mucho humor todavía, que era lo que tenía Doctor Who. Pero estamos empezando; es pronto para juzgar".
The Sunday Times mencionó Torchwood como uno de los destacados de la semana y añadió que "quizás es mejor que Doctor Who". Menos positivo, The Scotsman dijo "Torchwood me parece tan sin sentido y lleno de agujeros y falto de emoción como el género siempre es". El uso del perfume alienígena de Owen con la mujer y el novio de ella ha añadido críticas de los espectadores sobre el personaje, diciendo que eso se parece mucho a "drogarla para violarla".